# Latécoère 302
Le Latécoère 302 est un hydravion d'exploration français de la Seconde Guerre mondiale ayant servi dans l'Aéronautique navale.

## Description
L'appareil dérive directement du Latécoère 300 « Croix du Sud » et des versions civiles du Laté 301, avec une aile de construction mixte, en bois et alliage, entoilée et d'une coque à deux redans divisée en compartiments étanches avec des nageoires latérales utilisées en tant que soutes à essence.

## Unité
Ils furent mis en service actif durant l'année 1936, au sein de l'Escadrille d'exploration E4, stationnée sur l'étang de Berre jusqu'en avril 1938, puis  à Lanvéoc-Poulmic, à partir du mois de mai, période durant laquelle elle perçoit un quatrième appareil, de type Laté 301 réquisitionné à Air France, le F-AOIM Ville de Santiago, rebaptisé Lieutenant de Vaisseau de l''Orza, avant d'être transférée à Dakar en août 1939, avec le renfort, des deux autres versions civiles du Laté 301 en vue de longues patrouilles de surveillance sur l’Atlantique Sud, alors que le second conflit mondial venait d'éclater. Mais après l'armistice de 1940, et au vu de l'entretien considérable nécessaire à ce type d'appareil, les trois Laté 301 sont rendus à Air France et les modèles 302 retirés du service dès janvier 1940 lors de la dissolution de l’escadrille E-4.

## Armement
- 2 mitrailleuses Darne de 7,5 mm, jumelées à l'avant.
- 2 mitrailleuses latérales arrière Darnes de 7,5 mm, sur sabords rabattables.
- 2 jumelages de mitrailleuses Darne de 7,5 mm, sous coupoles éclipsables pouvant émerger de l'extrados de l'aile.
- Bombes au milieu des mats extrêmes (4 bombes de 75 kg au total).

## Performances
- Vitesse maximale (à 2 000 m d'altitude) : 235 km/h
- Vitesse de croisière (au niveau de la mer) : 215 km/h
- Rayon d'action : 3 250 km
- Plafond opérationnel : 5 800 m

## Listes des avions
Les 3 hydravions furent baptisées en l'honneur d'officiers de l'aéronautique navale disparus en mission. Mouneyrès, disparut avec Saint Roman et Petit lors d'une traversée de l'Atlantique sud, de Saint Louis du Sénégal vers Natal, en 1927 à bord d'un Farman F.60 (F.162) Goliath immatriculé F-ADFN et Cavelier de Curverville et Guilbaud à bord d'un Latham 47 lors de l'opération de sauvetage des survivants du dirigeable italien Italia commandé par Umberto Nobile et perdu entre la Norvège et l'archipel du Spitzberg en 1928. Leurs codages militaires étaient les suivants :
- Codé E4-1, baptisé Guilbaud
- Codé E4-2, baptisé Cavelier de Cuverville
- Codé E4-3, baptisé Mouneyres (1er vol effectué en février 1936).